# عصر الدلو

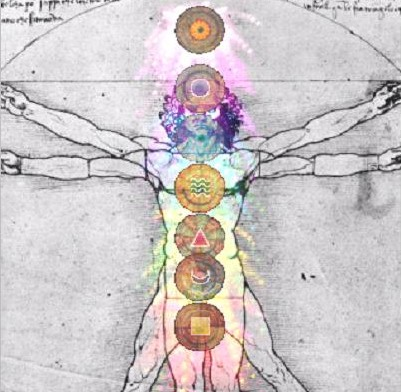
رمز عصر الدلو: الرجل الفيتروفي ليوناردو دافنشي. أنشأ دافنشي هذا الرسم حولي 1487. تمت إضافة الشاكرات، أو مراكز الطاقة، لاحقًا.

عصر الدلو (بالإنجليزية: The Age of Aquarius)‏، في علم التنجيم، هو إما العصر الفلكي الحالي أو القادم، اعتمادًا على طريقة الحساب. يؤكد المنجمون أن العصر الفلكي هو نتاج لدوران الأرض البطيء ويستمر لمدة 2,160 عامًا في المتوسط (السنة العظيمة الواحدة تساوي 25,920 عامًا من فترة السبق مقسومة على 12 علامة بُرجية = 2,160 عامًا).

## المعاني الفلكية
يعتقد المنجمون أن العصر الفلكي يؤثر على البشرية، ربما من خلال التأثير على صعود وسقوط الحضارات أو الميول الثقافية.

### علوم ومعارف
تقليديا، يرتبط برج الدلو بالكهرباء، وأجهزة الكمبيوتر، والطيران، والديمقراطية، والحرية، والإنسانية، والمثالية، والتحديث، والاضطرابات العصبية، والتمرد، والثقافة المضادة، والعمل الخيري، والصدق، والمثابرة، والإنسانية، والتذبذب بالقرار ونحوه.
ومن بين التواريخ الأخرى، هناك رأي واحد يقول أن عصر الدلو قد وصل حوالي عام 1844، مع النذير السيد علي محمد (1819–1850)، الذي أسس البابية.
وقد روجت مارسيا مور ومارك دوغلاس لوجهة نظر مفادها أنه على الرغم من أنه لا أحد يعرف متى يبدأ عصر الدلو، فإن الثورة الأمريكية، والثورة الصناعية، واكتشاف الكهرباء كلها تعزى إلى عصر الدلو. يقدم مور ودوغلاس عددًا من التنبؤات حول الاتجاهات التي يعتقدون أنها ستتطور في عصر الدلو.
هناك موقف مشترك عبر عنه العديد من المنجمين يرى أن عصر الدلو هو ذلك الوقت الذي تسيطر فيه البشرية على الأرض ومصيرها كتراثها الشرعي، حيث يكون مصير البشرية هو الكشف عن الحقيقة وتوسيع الوعي، وأن البعض سيختبر التنوير قبل الآخرين، وبالتالي سيتم الاعتراف بهم كقادة جدد في العالم.
يقترح أنصار علم التنجيم في العصور الوسطى أن عالم الحوت حيث الدين هو أفيون الشعوب سيتم استبداله في عصر الدلو بعالم تحكمه نخب سرية متعطشة للسلطة تسعى إلى السلطة المطلقة على الآخرين؛ أن المعرفة في عصر الدلو لن يتم تقييمها إلا لقدرتها على كسب الحروب؛ وأنه سيتم إساءة استخدام المعرفة والعلم، وليس الصناعة والتجارة؛ وأن عصر الدلو سيكون عصرًا مظلمًا يعتبر فيه الدين إساءة.
ويشير رأي آخر إلى أن صعود العقلانية العلمية، إلى جانب سقوط التأثير الديني، والتركيز المتزايد على حقوق الإنسان منذ ثمانينيات القرن الثامن عشر، والنمو الهائل للتكنولوجيا، بالإضافة إلى ظهور الطيران والسفر عبر الفضاء، هي أدلة على بزوغ فجر عصر الدلو.
تشير نظرية "الموجة" الخاصة بالعصور العظيمة المتغيرة إلى أن عصر الدلو لن يأتي في تاريخ معين، بل سيظهر تأثيره على مدى سنوات عديدة، على غرار كيفية اندفاع المد للأمام بشكل تدريجي وليس دفعة واحدة.
يعتقد رودولف شتاينر أن عصر الدلو سيصل في عام 3573. وفي منهج شتاينر، يبلغ كل عصر 2160 عامًا بالضبط. واستنادا إلى هذه البنية، فإن العالم يعيش في عصر الحوت منذ عام 1413. وقد تحدث رودولف شتاينر عن حدثين روحيين عظيمين: عودة المسيح في العالم الأثيري (وليس في جسد مادي)، لأن الناس يجب أن يطوروا قدراتهم. حتى يتمكنوا من الوصول إلى العالم الأثيري؛ وتجسد أهريمان، "الروح المدمرة" لزرادشت التي ستحاول عرقلة تطور البشرية.
في مقال عن الحركة النسوية في صحيفة لا فروند الفرنسية بتاريخ 26 فبراير 1890، ذكر أغسطس فانديكيرخوف: في حوالي 21 مارس من هذا العام ستبدأ دورة برج الدلو. الدلو هو بيت المرأة. ويضيف أنه في هذا العصر ستكون المرأة مساوية للرجل.
أعلن الفيلسوف الغنوصي سمائيل أون ويور أن يوم 4 فبراير 1962 هو بداية "عصر الدلو"، الذي بشر به اصطفاف الكواكب الستة الأولى، الشمس والقمر وكوكبة الدلو.

## الجمعيات الثقافية العامة
عادة ما يشير تعبير عصر الدلو في الثقافة الشعبية إلى ذروة حركات الهيبيز والعصر الجديد في الستينيات والسبعينيات.
الشعر الموسيقي لعام 1967، بأغنيته الافتتاحية "Aquarius" وسطر "هذا هو فجر عصر الدلو"، لفت انتباه الجماهير في جميع أنحاء العالم إلى مفهوم عصر الدلو. ومع ذلك، فإن الأغنية تحدد أيضًا فجر العصر هذا في السطور الأولى: "عندما يكون القمر في المنزل السابع وكوكب المشتري يتماشى مع المريخ، فإن السلام سيرشد الكواكب والحب سيوجه النجوم". استنكر المنجم نيل سبنسر الكلمات ووصفها بأنها "رطانة فلكية"، مشيرًا إلى أن كوكب المشتري يتماشى مع المريخ عدة مرات في السنة والقمر موجود في البيت السابع لمدة ساعتين كل يوم.
ويعتبر النقاد هذه الأبيات بمثابة رخصة شعرية، على الرغم من أن بعض الناس قد أخذوها حرفيا. ومن الأمثلة على ذلك تحديد عيد الحب لعام 2009 باعتباره "الانسجام المثالي لدعم مظهرنا الجماعي للحب والسلام وبزوغ فجر عصر الدلو".
تم وصف مهرجان الموسيقى المعروف باسم وودستوك بأنه "معرض الدلو".